# .bz
.bzは国別コードトップレベルドメイン（ccTLD）の一つで、ベリーズに割り当てられている。

## 概要
bz（ビーズィー）が business（ビジネス）を想起させるためと、第2レベルドメインの取得が可能であり外国人への制約もないことから、アメリカ企業が第2レベルドメインを多く取得している。
イタリアのボルツァーノ自治県（南チロル）は、旧オーストリア領であった歴史的経緯によりイタリアにありながらドイツ語話者が多く、イタリアのccTLDである.itへの拒否感から代わりに.bz（Bolzano / Bozen）を用いることがある。